# St. Nikolaus (Bremerhaven)

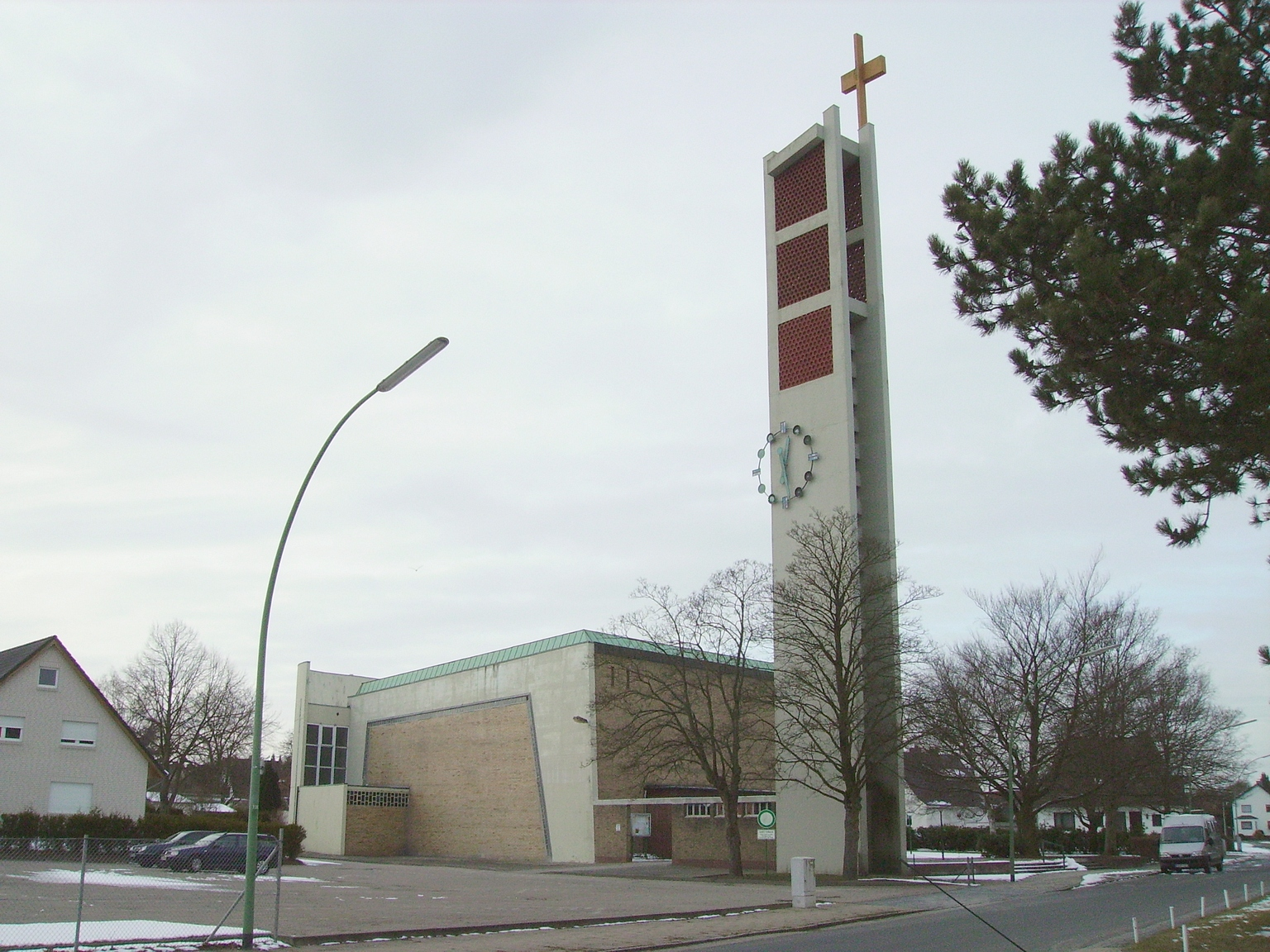
St.-Nikolaus-Kirche

Die Kirche St. Nikolaus war die katholische Kirche in Wulsdorf, einem Stadtteil im Süden von Bremerhaven im Bundesland Bremen. Zuletzt gehörte die Kirche zur Pfarrgemeinde Hl. Herz Jesu im Bremerhavener Stadtteil Geestemünde, im Dekanat Bremerhaven des Bistums Hildesheim. Die Kirche war nach dem heiligen Nikolaus von Myra benannt und befand sich in der Lützowstraße 22 (Ecke Krummenacker).

## Geschichte
Nachdem die Katholikenzahl in Wulsdorf erheblich angestiegen war und der Ortsteil Grünhöfe erbaut wurde, fiel 1957 die Entscheidung, in Wulsdorf eine katholische Kirche zu errichten. Wulsdorf gehörte damals zur Herz-Jesu-Pfarrei in Geestemünde. Am 14. April 1959 legte Pfarrer Karl Laufköter aus Geestemünde den Grundstein, im August wurde das Richtfest gefeiert. Am 5. und 6. Dezember des gleichen Jahres, dem Nikolaustag, erfolgte ihre Kirchweihe durch Bischof Heinrich Maria Janssen.
Zum 15. August 1961 bekam die Kirche mit Klaus Bette ihren ersten eigenen Priester. Am 1. Januar 1963 wurde die Kirchengemeinde in Wulsdorf eingerichtet, zuvor gehörte die St.-Nikolaus-Kirche noch zur Herz-Jesu-Pfarrei in Geestemünde. 1966 erhielt St. Nikolaus mit der St.-Johannes-der-Täufer-Kirche in Loxstedt eine Filialkirche, die 1981 zu einer selbstständigen Kirchengemeinde wurde. Am 16. September 1979 wurde die Kirchengemeinde Wulsdorf zur Pfarrei erhoben. Seit dem 1. November 2006 gehörte die Kirche wieder zur Pfarrgemeinde Hl. Herz Jesu in Geestemünde, die Pfarrei Wulsdorf wurde aufgehoben.
Am 27. Februar 2010 erfolgte die Profanierung der Kirche durch Bischof Norbert Trelle, das Kirchengebäude wurde im Juni 2010 abgerissen. Bemühungen, das Kirchengebäude einer anderen Nutzung zuzuführen, blieben erfolglos. Im angrenzenden ehemaligen Pfarrheim der Kirche wurde die St.-Nikolaus-Kapelle eingerichtet, sie gehört heute zur Pfarrgemeinde Hl. Herz Jesu in Geestemünde.

## Architektur und Ausstattung
Die Kirche war der erste Kirchenbau des Architekten Josef Filke (Bremerhaven), er wurde als Massivbau mit freistehendem Turm ausgeführt. Das Relief an der Altarrückwand „Christus stillt den Sturm“ sowie das Altarkreuz sind Werke des Bremer Bildhauers Kurt Lettow.